# Acronicta albidior
Acronicta albidior là một loài bướm đêm trong họ Noctuidae.